# Antoni Wolniewicz
Antoni Wolniewicz, pseud. „Marian”, „Znicz”, „Bałt”, „Mróz” (ur. 17 stycznia 1911, zm. 20 marca 1942) – przywódca Narodowej Organizacji Bojowej, prezes Młodzieży Wszechpolskiej na Uniwersytecie Poznańskim (1936-1937), członek Ruchu Młodych w Stronnictwie Narodowym w Poznaniu, oficer zwiadowczy 17 pułku artylerii (wrzesień 1939).
Od października 1939 organizował struktury Narodowej Organizacji Bojowej w Poznaniu, a później także w Wielkopolsce.
We wrześniu 1940 wyjechał do Warszawy celem pozyskania środków na dalszą działalność NOB. Spotkał się z członkami Zarządu Głównego Stronnictwa Narodowego. Został zdekonspirowany przez tajnego agenta Gestapo, volksdeutscha Zenona Ciemniejewskiego (Aleks), któremu udało się wejść w struktury Narodowej Organizacji Bojowej. Aresztowany przez Gestapo wraz z Bolesławem Koterasem 5 grudnia 1940 w Warszawie, w kawiarni Marlena (al. Jerozolimskie).
Podczas przesłuchań, które odbywały się w Poznaniu, próbował przekonać Niemców, że organizacja którą zarządzał miała charakter stricte polityczny, a nie militarny. 18 grudnia 1941 Trybunał Ludowy z Berlina (sesja wyjazdowa w Poznaniu) skazał Wolniewicza wraz z 8 innymi osobami na karę śmierci. Wyrok wykonano 20 marca 1942 w więzieniu Berlin-Plotzensee. Egzekucja Wolniewicza na gilotynie trwała 7 sekund.